# Sant Boi de Llobregat
Sant Boi de Llobregat település Spanyolországban, Barcelona tartományban. Lakosainak száma 84 831 fő (2024).

## Földrajza
Sant Boi de Llobregat El Prat de Llobregat, Viladecans, Santa Coloma de Cervelló, Sant Joan Despí, Cornellà de Llobregat és Sant Climent de Llobregat községekkel határos.

## Testvértelepülések
- Nyizsnyij Novgorod

## Népesség
A település lakosságának változását az alábbi diagram mutatja:
| Lakosok száma | 842  | 3772 | 9909 | 19 968 | 75 388 | 80 636 | 82 428 | 83 107 | 83 605 | 84 831 |
|               | 1717 | 1887 | 1936 | 1960   | 1986   | 2004   | 2009   | 2014   | 2019   | 2024   |